# スピード アップ/ガールズ パワー
「スピード アップ/ガールズ パワー」は、KARAの6枚目のシングル。2012年3月21日にユニバーサルミュージックから発売された。
前作「ウィンターマジック」から約5か月ぶりのシングルであり、2012年最初のシングルであり、初の両A面シングル。初回限定盤A、B、Cの3形態で発売。
初動売上は9.9万枚で、前作の初動売上を上回った。｢ミスター」から6作連続でオリコン週間チャートTOP5入りを果たした。

## 収録曲

### 初回限定盤A
1. スピード アップ [3:23]
  - 作詞：Emyli、作曲：Mohombi Moupondo・Ivar Linsinski・Ninos Hanna・Robert Hanna、編曲：
  - 大塚製薬『ソイカラ』CMソング
2. ガールズ パワー [3:59]
  - 作詞：PA-NON、作曲：Han Sang Won、編曲：Yun Young Min・Han Sang Won・Kohei Yokono
  - ダリヤ『Palty』CMソング
3. スピード アップ (Instrumental)
4. ガールズ パワー (Instrumental)

DVD
1. スピード アップ（Music Clip)
2. スピード アップ（Close-up Ver.)
3. スピード アップ（Music Clip オフショット)

### 初回限定盤B
1. ガールズ パワー
2. スピード アップ
3. ガールズ パワー (Instrumental)
4. スピード アップ (Instrumental)

DVD
1. ガールズ パワー（Music Clip)
2. ガールズ パワー（Dance Shot Ver.)
3. ガールズ パワー（Music Clipオフショット)

### 初回限定盤C
1. スピード アップ
2. ガールズ パワー
3. スピード アップ (Instrumental)
4. ガールズ パワー (Instrumental)
5. ステップ（Bonus Track） [3:23] ※無くなり次第、ボーナストラック無しの通常盤に移行。
  - 作詞：Song Soo Yoon・PA-NON・森月キャス、作曲：Han Jae-Ho・Kim Seung Soo、編曲：Han Jae Ho・Kim Seung Soo・Hong Seung Hyun